# Börje Wingren
Börje Wingren var en svensk politimand ("kriminalinspektör") der var involveret i efterforskningen af Palmemordet.
Han afhørte en af de mistænkte, Victor Gunnarsson, i sammenlagt 30 timer.
Syv år efter mordet udgav Wingren bogen Han sköt Olof Palme hvori han påstår at den da 33-årige Victor Gunnarsson var ham der skød Olof Palme.
Victor Gundersson blev myrdet i USA og politimanden Underwood blev dømt,
men Wingren mener at Victor Gunnarsson ikke er død, eller i tilfælde af at han blev myrdet var det ikke Underwood der gjorde det.
Under et interview i 2006 angav Wingren at han stadig var sikker på Gundersson's skyld.
Wingren havde før Palmemordet arbejdet i Skåne og Skånes regionalanklager Ola Nilsson havde oplyst til Palmesagens første anklager, K. G. Svensson, at Wingren var "helt livsfarlig" og "Han savner enhver følelse for objektivitet. Han har sågar ført usande oplysninger ind i en forundersøgelsesprotokol vedrørende en mordsag"
Wingren's far var frihedskæmper under Anden Verdenskrig og som tolvårig var Börje Wingre madkurer for Jane Horney.
Börje Wingren døde i 2009.
Börje Wingren's bog Han sköt Olof Palme er tilgængelige via Anders Leopold's webside: http://www.leopoldreport.com/skotOP.html Arkiveret 17. august 2007 hos  Wayback Machine

## Henvisning
1. 1 2  Per Ohlsson (25. februar 2006). "Polisen som är säker på sin sak". hd.se. Arkiveret fra originalen 27. februar 2010. Hentet 8. februar 2009.
2. ↑  Paul Smith (2010). Den endelige opklaring. Forlaget Hovedland. Side 92.
3. ↑  Ulf Lind (14. marts 2009), "Var utredare i Palme-mordet", Helsingborgs Dagblad, Wikidata  Q133830637

- Karl N. Alvar Nilsson (28. februar 2001). "Ville inte polisen göra sitt bästa?". Aftonbladet.